# Attia Hamouda
Attia Hamouda (àrab: عطية حمودة)  (El Caire, 1914 - 1992) fou un aixecador egipci que va competir durant les dècades de 1930 i 1940.
El 1948 va prendre part en els Jocs Olímpics de Londres, on guanyà la medalla de plata en la categoria del pes lleuger del programa d'halterofília.
En el seu palmarès també destaquen dues medalles de plata al Campionat del Món d'halterofília, el 1938 i 1950.